# Per Abramsen
Pieter Abramsen (Róterdam, 27 de marzo de 1941), más conocido como "Per" o "Perry" Abramsen es un escultor neerlandés, la mayoría de sus obras pertenecen a la escultura abstracta.

## Datos biográficos
Abramsen estudió en el Centro de Cerámica de Leusden (Keramisch Centrum Leusden) y de 1957 a 1961 fue alumno, entre otros, del escultor Jaap Kaas en la Academia de Bellas Artes y Ciencias Técnicas de Róterdam. En 1965 obtuvo el segundo premio EMS de Cultura de la ciudad de La Haya con su trabajo Arabesk y en 1989 el Premio Jacob Hartog, también en La Haya, con su obra Les Voiles.
Abramsen expuso en 1971 en el Museo de escultura al aire libre Middelheim en Amberes y realizó exposiciones individuales en el  Pulchri Studio de La Haya en 1980 y 1989. Su trabajo fue presentado en el año 1995 dentro del ciclo escultura y mar-en neerlandés: Beelden aan Zee- en Scheveningen .
El artista vive y trabaja en Róterdam y Francia. También fue presidente de la BBK Rijnmond y desde 1997 profesor visitante en la Universidad Técnica de Delft. 

## Obras (selección)
| Título                                                                  | Año  | Localización                                                      | Material | Imagen                 |
| ----------------------------------------------------------------------- | ---- | ----------------------------------------------------------------- | -------- | ---------------------- |
| Baken                                                                   | 1974 | avenida Groeninx van Zoelen en Róterdam - con Rob Maingay         |          | - Pulsar para ampliar. |
| Wandplastiek - overnaads multiplex Muro plástico - madera contrachapada | 1980 | palacio de deportes en Róterdam                                   |          |                        |
| Zonder titel sin título                                                 | 1984 | avenida Baumann en Rotterdam-Overschie                            |          | - Pulsar para ampliar. |
| Al(l)ongée                                                              | 1986 | patio del ayuntamiento en la Herenstraat de Leidschendam-Voorburg |          |                        |
| Zonder titel Sin título                                                 | 1996 | avenida Bach de Barendrecht                                       |          | - Pulsar para ampliar. |
| Light into the shadow Luz en la sombra                                  | 2011 | Merwehoofd en Papendrecht                                         |          | - Pulsar para ampliar. |